# Molone (satrapo)
Molone (in greco antico: Mόλων?, Mólon; ... – 220 a.C.) è stato un funzionario e militare seleucide, fratello del satrapo Alessandro.
All'inizio del regno di Antioco III il Grande  (222 a.C.), Molone era già il satrapo della Media; oltre a questa Molone ed il fratello Alessandro ricevettero il governo delle provincie settentrionali del regno.
L'odio di Molone e del fratello contro Ermia, primo ministro del re Antioco, li portò ad una aperta rivolta contro il sovrano. I primi due generali inviati contro i due fratelli vennero facilmente sconfitti e Molone si ritrovò padrone di tutti i territori seleucidi oltre il fiume Tigri. Successivamente sorprese e sconfisse il generale Xeneta, che aveva attraversato il fiume. In questo modo Molone riuscì ad impadronirsi della città di Seleucia sul Tigri e di gran parte della Mesopotamia.
Nel 220 a.C. Antioco stesso prese il comando delle operazioni. Molone fu abbandonato dalle sue truppe e si suicidò, in modo da non cadere vivo nelle mani del re. Tutti gli altri capi della ribellione seguirono l'esempio. Il suo cadavere venne in seguito crocifisso per dare un esempio a tutti i potenziali ribelli. Uno solo fuggì verso la Persia e, dopo aver ucciso la madre ed il figlio di Molone, riuscì a persuadere anche Alessandro a porre fine volontariamente alla sua vita.